# Albaud de Toul
Albaud de Toul, également écrit Aladius, Albaudius, Aubin ou Albin, est un évêque ayant vécu au VIe siècle de notre ère, au pays des Leuques. La fête de saint Albaud est le 1er mars.

## Biographie
D'abord prêtre et ami intime de saint Epvre, il lui succède comme huitième évêque du diocèse de Toul. Il y exerce son ministère entre 507 et 525 environ. Il achève l'église commencée par son prédécesseur et qui porte son nom. Il fonde par ailleurs une communauté d'hommes apostoliques à laquelle il donne la règle de saint Agaune et qui constitue le départ de l'institution de l'abbaye bénédictine de Toul (l'abbaye Saint-Èvre de Toul). 
Il habite une maison, constituant le premier palais épiscopal et que l'on appelle Curia Albaudi ou Cour Saint-Albaud. Cet édifice du VIe siècle a été détruit au XIIIe, au moment de la construction de la cathédrale actuelle. Il se situait non loin du cloître.

## Décès, vénération
Il meurt vers 525 (?) et son corps est enseveli auprès de celui de saint Epvre, dans l'abbatiale. Saint Gauzelin, trente-deuxième évêque de Toul, qui exerce son ministère entre 922 et 962, relève ses restes et les fait enchâsser dans un reliquaire.
Saint Albaud est fêté le 1er jour de mars. Pendant des siècles, les pèlerins viennent vénérer ses reliques et les religieux leur distribuent du vin bénit appelé vinage ou vinaigre de Saint Albaud. Jusqu'au XIXe siècle, les habitants du Toulois conservent cette tradition, faisant bénir, en l'abbaye Saint-Epvre, du vin qu'ils désignent sous ce nom. Cette boisson est donnée aux malades dans l'espoir de leur apporter la guérison.
Son successeur sera Trifsorich de Toul.